# Roupala mexicana
Roupala mexicana är en tvåhjärtbladig växtart som beskrevs av Edwards & Prance. Roupala mexicana ingår i släktet Roupala och familjen Proteaceae. Inga underarter finns listade i Catalogue of Life.